# روني كوربيت
روني كوربيت (بالإنجليزية: Ronnie Corbett)‏ (و. 1930 – 2016 م) هو ممثل، وممثل أفلام، وممثل مسرحي، وفنان ملاهي، وكاتب، وممثل هزلي، وكاتب عمومي، وطيار من المملكة المتحدة . ولد في إدنبرة .
توفي في لندن .

## التعليم
تعلم في Royal High School

## الخدمة العسكرية
خدم في سلاح الجو الملكي.

## جوائز
حصل على جوائز منها:
- قائد وسام الامبراطورية البريطانية.

## روابط خارجية
- روني كوربيت على موقع IMDb (الإنجليزية)
- روني كوربيت على موقع روتن توميتوز (الإنجليزية)
- روني كوربيت على موقع ميوزك برينز (الإنجليزية)
- روني كوربيت على موقع قاعدة بيانات الأفلام السويدية (السويدية)
- روني كوربيت على موقع إن إن دي بي (الإنجليزية)
- روني كوربيت على موقع ديسكوغز (الإنجليزية)
- روني كوربيت على موقع قاعدة بيانات الفيلم (الإنجليزية)